# Woldmaria
Woldmaria is een monotypisch geslacht van schimmels behorend tot de familie Niaceae. Het geslacht bevat alleen een soort. Het geslacht werd voor het eerst in 1961 beschreven door de mycoloog William Bridge Cooke.

## Soorten
- Woldmaria filicina (Struisvarenbuisje)